# Zemplínske Hámre
Zemplínske Hámre (em húngaro: Józsefhámor) é um município da Eslováquia, situado no distrito de Snina, na região de Prešov. Tem 8,44 km² de área e sua população em 2018 foi estimada em 1.256 habitantes.

## Demografia
| Ano:        | 1994 | 2004   | 2014   | 2024   |
| ----------- | ---- | ------ | ------ | ------ |
| Broj ljudi: | 1256 | 1240   | 1273   | 1291   |
| Razlika:    |      | -1,27% | +2,66% | +1,41% |

| Ano:               | 2023 | 2024   |
| ------------------ | ---- | ------ |
| Número de pessoas: | 1279 | 1291   |
| Diferença:         |      | +0,93% |